# Night Life in Hollywood
Night Life in Hollywood er en amerikansk stumfilm fra 1922 af Fred Caldwell.

## Medvirkende
- J. Frank Glendon som Joe Powell
- Josephine Hill som Leonora Baxter
- Gale Henry som  Carrie Powell
- J. L. McComer som Pa Powell
- Elizabeth Rhodes som Ma Powell
- Jack Connolly som Wayne Elkins
- Delores Hall